# (7471) 1991 YD
1991 واي دي (ويعرف أيضًا باسم (7471) 1991 واي دي وفق تسمية الكوكب الصغير) (بالإنجليزية: 1991 YD)‏ هو كويكب ضمن حزام الكويكبات؛ وترتيبه 7471 من حيث الاكتشاف.
اكتُشف هذا الجُرم الفلكي بواسطة Nobuhiro Kawasato ‏ في 28 ديسمبر 1991.

## وصلات خارجية
- (7471) 1991 YD في قاعدة بيانات مختبر الدفع النفاث لأجرام النظام الشمسي الصغيرة

- الاكتشاف · مخطط المدار ·  العناصر المدارية · المعلمات المادية

- (7471) 1991 YD على موقع ويكي سكاي: DSS2, SDSS, GALEX, IRAS, Hydrogen α, X-Ray, Astrophoto, Sky Map, Articles and images